# Drum național 59B
Der Drum național 59B (rumänisch für „Nationalstraße 59B“, kurz DN59B) ist eine Hauptstraße in Rumänien.

## Verlauf
Die Straße zweigt in Cărpiniș (Gertianosch) vom Drum național 59A nach Süden ab und verläuft nahe der rumänisch-serbischen Grenze über Cenei (Tschene), Foeni und Banloc (Banlok) nach Deta, wo sie in den Drum național 59 (Europastraße 70) einmündet und an diesem endet.
Die Länge der Straße beträgt 75,032 Kilometer.